# Duellmanohyla rufioculis
Duellmanohyla rufioculis és una espècie de granota que viu a Costa Rica i, possiblement també, Panamà.
Està amenaçada d'extinció per la pèrdua del seu hàbitat natural.